# Bulcsú Révész
Bulcsú Révész (ur. 1 stycznia 2007) – węgierski snookerzysta. Jest pierwszym zawodowym snookerzystą pochodzącym z Węgier.
W lutym 2024 roku wygrał Mistrzostwa Świata Juniorów WSF 2024, dzięki czemu uzyskał dwuletnią kartę na World Snooker Tour, która obowiązuje od sezonu snookerowego 2024/2025.

## Kariera
W 2019, grając jako 12-latek, Révész dotarł do 1/8 finału turnieju snookera na 6 czerwonych podczas Mistrzostw Europy EBSA. Dotarł do ćwierćfinału turnieju EBSA European Snooker Open, w którym przegrał ze zwycięzcą turnieju, Kristjánem Helgasonem z Islandii. W tym samym roku był wicemistrzem Europy do lat 16 i wicemistrzem świata do lat 16, a także zajął trzecie miejsce w mistrzostwach świata do lat 21. W finale Mistrzostw Świata U-16 w Snookerze 2022 został pokonany przez Liama Daviesa. W kolejnym roku został mistrzem Europy do lat 18 w snookerze, pokonując Liama Pullena w finale Mistrzostw Europy EBSA w Snookerze 2023.
W listopadzie 2023 roku Révész wziął udział w kwalifikacjach do profesjonalnego turnieju UK Championship 2023. Przegrał 3–6  z  Hammadem Miahem. Jednak w trakcie meczu udało mu się uzyskać swój najwyższy break wynoszący 140. Grał w profesjonalnym turnieju Snooker Shoot Out 2023, w którym zmierzył się ze zwycięzcą Mistrzostw Świata w Snookerze z 2005 roku, Shaunem Murphym. Murphy wygrał mecz, zdobywając pierwszego maksymalnego breaka w tym formacie.
Na WSF Championship które odbyło się w Albanii w lutym 2024, Révész pokonał w finale Chińczyka Gonga Chenzhiego 5–3. Zwycięstwo w tym wydarzeniu zapewniło Révészowi miejsce w World Snooker Tour od sezonu snookerowego 2024/2025. Dzięki temu został pierwszym profesjonalnym węgierskim snookerzystą. W marcu 2024 roku pokonał Łotysza Artemijsa Žižinsa i Mołdawianina Vladislava Grădinariego i zdobył mistrzostwo Europy do lat 18.
W pierwszej rundzie kwalifikacji do Mistrzostw Świata w Snookerze 2024 pokonał Seana O’Sullivana 10–8, odrabiając stratę 6–1 i 8–5. W drugiej rundzie uległ Jamesowi Cahillowi 10–8.

### 2024-25
Swoją karierę zawodową rozpoczął w czerwcu 2024 w rozgrywkach Championship League w Leicesterze, gdzie w swojej grupie każdy z każdym przegrał z finalistą mistrzostw świata Jakiem Jonesem. W lipcu 2024 w kwalifikacjach do Grand Prix Xi'an 2024 pokonał doświadczonego profesjonalistę Davida Grace’a wynikiem 5–0. Dotarł do trzeciej rundy turnieju Saudi Arabia Snooker Masters 2024 po zwycięstwie 4–3 nad Markiem Davisem. We wrześniu podczas turnieju English Open w Brentwood dotarł do 1/64 finału, w którym przegrał ze Stephenem Maguire’em. Podczas turnieju British Open 2024 w Cheltenham odniósł zwycięstwo 4–3 nad Alim Carterem. Przegrywając 0–3, pokonał Juliana Bojko 4-3 i Robbiego Williamsa, docierając do 1/64 finału turnieju Northern Ireland Open w 2024 roku. Odniósł zwycięstwo nad Baipat Siripaporn w kwalifikacjach do German Masters 2025.

## Występy w turniejach w karierze
| Turniej                    | 2022 /23      | 2023 /24      | 2024 /25 | 2025 /26 |
| -------------------------- | ------------- | ------------- | -------- | -------- |
| Ranking                    | [ i ]         | [ i ]         |          |          |
| Championship League        | A             | A             | RR       | RR       |
| Xi'an Grand Prix           | nie rozegrano | nie rozegrano | 1R       |          |
| Saudi Arabia Masters       | nie rozegrano | nie rozegrano | 3R       |          |
| English Open               | A             | A             | 1R       |          |
| British Open               | A             | A             | 1R       |          |
| Wuhan Open                 | NH            | A             | LQ       | LQ       |
| Northern Ireland Open      | A             | A             | 1R       |          |
| International Championship | nie rozegrano | nie rozegrano | LQ       |          |
| UK Championship            | A             | LQ            | LQ       |          |
| Shoot Out                  | A             | 1R            | 2R       |          |
| Scottish Open              | A             | A             | LQ       |          |
| German Masters             | A             | A             | LQ       |          |
| Welsh Open                 | A             | A             | LQ       |          |
| World Open                 | nie rozegrano | nie rozegrano | DNQ      |          |
| World Grand Prix           | DNQ           | DNQ           | DNQ      |          |
| Players Championship       | DNQ           | DNQ           | DNQ      |          |
| Tour Championship          | DNQ           | DNQ           | DNQ      |          |
| World Championship         | LQ            | LQ            | LQ       |          |

| Legenda tabeli wyników              | Legenda tabeli wyników       | Legenda tabeli wyników                     | Legenda tabeli wyników                                                              | Legenda tabeli wyników                     | Legenda tabeli wyników                     |
| ----------------------------------- | ---------------------------- | ------------------------------------------ | ----------------------------------------------------------------------------------- | ------------------------------------------ | ------------------------------------------ |
| LQ                                  | odpadnięcie w kwalifikacjach | #R                                         | odpadnięcie we wczesnej fazie turnieju (WR = runda dzikich kart, RR = faza grupowa) | QF                                         | przegrana w ćwierćfinale                   |
| SF                                  | przegrana w półfinale        | F                                          | przegrana w finale                                                                  | W                                          | zwycięstwo                                 |
| DNQ                                 | nie zakwalifikował/a się     | A                                          | nie brał/a udziału                                                                  | WD                                         | zrezygnował/a w trakcie turnieju           |
| Legenda oznaczeń w tabelach wyników |                              |                                            |                                                                                     |                                            |                                            |
| NH / Nie roz.                       | NH / Nie roz.                | Turniej nie odbył się.                     | Turniej nie odbył się.                                                              | Turniej nie odbył się.                     | Turniej nie odbył się.                     |
| NR / Nie-rank.                      | NR / Nie-rank.               | Turniej nie był zaliczany jako rankingowy. | Turniej nie był zaliczany jako rankingowy.                                          | Turniej nie był zaliczany jako rankingowy. | Turniej nie był zaliczany jako rankingowy. |
| R / Rank.                           | R / Rank.                    | Turniej był zaliczany jako rankingowy.     | Turniej był zaliczany jako rankingowy.                                              | Turniej był zaliczany jako rankingowy.     | Turniej był zaliczany jako rankingowy.     |
| MR / Minor-Rank.                    | MR / Minor-Rank.             | Turniej był zaliczany jako minor ranking.  | Turniej był zaliczany jako minor ranking.                                           | Turniej był zaliczany jako minor ranking.  | Turniej był zaliczany jako minor ranking.  |

1. 1 2  Był amatorem.

## Finały w karierze

### Finały amatorskie: 7 (4-3)
| Rezultat  |    | Rok  | Turniej                     | Przeciwnik      | Wynik |
| --------- | -- | ---- | --------------------------- | --------------- | ----- |
| Finalista | 1. | 2019 | Mistrzostwa Świata U-16     | Antoni Kowalski | 2–4   |
| Zwycięzca | 1. | 2019 | Mistrzostwa Węgier Amatorów | Zsolt Fenyvesi  | 7–6   |
| Finalista | 2. | 2021 | Mistrzostwa Węgier Amatorów | Zsolt Fenyvesi  | 4–7   |
| Finalista | 3. | 2022 | Mistrzostwa Świata U-16 (2) | Liam Davies     | 2–4   |
| Zwycięzca | 2. | 2022 | Walijskie Otwarte           | Szachar Ruberg  | 4–1   |
| Zwycięzca | 3. | 2023 | Mistrzostwa Europy U-18     | Liam Pullen     | 4–3   |
| Zwycięzca | 4. | 2024 | Mistrzostwa Juniorów WSF    | Gong Chenzhi    | 5–3   |